# M'Chedallah
M'Chedallah (em árabe: مشدا الله) é uma cidade e comuna localizada na província de Bouira, Argélia. Segundo o censo de 2008, a população total da cidade era de 25 563 habitantes.